# Ulf Hamrin
Ulf Hamrin, född 11 juni 1946 i Östersund i Jämtland, är en svensk författare och reklamskribent. Han är numera bosatt i Skokloster.
Hamrin utkom med sin första roman Bilden, 2015. Det var första delen i en romantrilogi ”Jag finns inte”, bestående av Bilden, Branden och Brottet.